# Municipio de Union (condado de Jefferson, Kansas)
El municipio de Union (en inglés: Union Township) es un municipio ubicado en el condado de Jefferson en el estado estadounidense de Kansas. En el año 2010 tenía una población de 1734 habitantes y una densidad poblacional de 15,72 personas por km².

## Geografía
El municipio de Union se encuentra ubicado en las coordenadas 39°12′24″N 95°13′7″O / 39.20667, -95.21861. Según la Oficina del Censo de los Estados Unidos, el municipio tiene una superficie total de 110.34 km², de la cual 109,06 km² corresponden a tierra firme y (1,16 %) 1,28 km² es agua.

## Demografía
Según el censo de 2010, había 1734 personas residiendo en el municipio de Union. La densidad de población era de 15,72 hab./km². De los 1734 habitantes, el municipio de Union estaba compuesto por el 96,14 % blancos, el 0,81 % eran afroamericanos, el 0,69 % eran amerindios, el 0,23 % eran asiáticos, el 0,58 % eran de otras razas y el 1,56 % eran de una mezcla de razas. Del total de la población el 1,79 % eran hispanos o latinos de cualquier raza.